# SGS
SGS(전 Société Générale de Surveillance)는 스위스 제네바에 본사를 두고 있으며 검사, 검증, 테스트 및 인증 서비스를 제공하는 다국적 기업이다. 국제표준(ISO)절차를 준수하는 인증회사로 전 세계에 2,600 개의 사무소 및 연구소를 운영하고 있으며 직원은 9만 6,000명이다. 2015년 포브스 글로벌 2000 (Forbes Global 2000), 2016 , 2017년에 랭크되었다.

## 같이 보기
- 한국산업기술시험원